# غريغ براون (لاعب كرة قدم أمريكية)
غريغ براون (بالإنجليزية: Greg Brown)‏ هو لاعب كرة قدم أمريكية أمريكي، ولد في 5 يناير 1957 في واشنطن العاصمة في الولايات المتحدة.

## وصلات خارجية
- غريغ براون على موقع مرجع كرة القدم المحترفة.كوم (الإنجليزية)